# 伊利亞·科夫頓
伊利亞·尤里約維奇·科夫頓（烏克蘭語：Ілля Юрійович Ковтун；2003年8月10日—），烏克蘭男子競技體操運動員，並代表烏克蘭參加2020年夏季奧林匹克運動會。他是2021年世界和歐洲個人全能銅牌得主，世界青年錦標賽也拿下兩面獎牌。

## 外部連結
- 伊利亞·科夫頓在International Gymnastics Federation（英语）
- 伊利亞·科夫頓在Olympics.com（英语）
- 伊利亞·科夫頓在Olympedia（英语）